# Stranded Deep
Stranded Deep é um jogo eletrônico de sobrevivência em primeira pessoa desenvolvido e publicado pela desenvolvedora Australiana BEAM Team Games para Microsoft Windows, OS X e anunciado para Linux. É o videogame de estréia da empresa. Stranded Deep segue a história de um sobrevivente de acidente de avião, perdido em algum lugar do Oceano Pacífico.

## Sinopse
O Stranded Deep ocorre no Oceano Pacífico, onde um sobrevivente do acidente de avião encontra-se confrontado com alguns dos cenários mais ameaçadores de vida em um mundo infinito e processado. Os jogadores podem explorar as ilhas do Pacífico, os recifes e as trincheiras do oceano sem fundo, preenchidas com biomas detalhados, e precisam procurar e desenvolver os meios para sobreviver.
O jogo apresenta um clima dinâmico e um ciclo diurno. Também é caracterizado um sistema de construção, no qual os jogadores podem se instalar em uma ilha e construir um abrigo ou uma jangada para explorar o oceano e um sistema de crafting, onde os recursos podem ser colhidos e combinados para criar equipamentos. Os recursos são limitados e, portanto, precisam ser gerenciados. Como os suprimentos que os jogadores podem transportar são limitados, os itens precisam ser priorizados para a tarefa em questão.
Os jogadores precisam gerenciar seus sinais vitais de fome, sede, sangue e saúde, contra os elementos que enfrentam e são capazes de pesquisar naufrágios e ilhas afundadas para encontrar equipamentos interessantes e raros.

## Desenvolvimento
Stranded Deep é o primeiro videogame da BEAM Team Games, fundada pelos desenvolvedores Ben Massey e Sam Edwards.
Desenvolvimento de Stranded Deep foi anunciado em 2013, e o jogo ficou disponível por Early Access na Steam em 23 de janeiro de 2015.
BEAM Team Games afirmou que eles estão interessados em incorporar modos cooperativos e  de multijogadores, bem como suporte Oculus Rift no jogo no futuro. Embora o site oficial do Stranded Deep atenda o suporte ao Linux sob recursos, não existe previsão para uma versão Linux disponível para o público.